# Bungmun-dong
Bungmun-dong (koreanska: 북문동) är en stadsdel i staden Sangju i provinsen Norra Gyeongsang i den centrala delen av Sydkorea, 170 km sydost om huvudstaden Seoul.